# Bükkzsérc
Bükkzsérc is een plaats (község) en gemeente in het Hongaarse comitaat Borsod-Abaúj-Zemplén. Bükkzsérc telt 1091 inwoners (2001).